# スーザン・プラット
スーザン・プラット（Susan Pratt、1956年4月29日 - ）は、アメリカ合衆国の女優。

## 出演作品
- プライベート・パーツ
- ノー・ルッキング・バック